# HD 1187
HD 1187，又名CD-32 72，SAO 192430、HR 57，是一颗恒星，视星等为5.67，位于銀經1.53，銀緯-81.18，其B1900.0坐标为赤經0h 11m 5.4s，赤緯-32° -81.18′ 6″。